# Maria Anna av Portugal
Maria Anna av Portugal, född 13 juli 1861 i Bronnbach, Baden, död 31 juli 1942 i New York, var storhertiginna och ställföreträdande regent av Luxemburg: gift med Vilhelm IV av Luxemburg. Hon var regent i Luxemburg från november 1908 till februari 1912, då Vilhelm led av en allvarlig sjukdom, och efter hans död från februari till juli 1912, då hennes dotter Marie-Adélaïde av Luxemburg fortfarande var minderårig.   

## Biografi
Maria Anna var dotter till Mikael I av Portugal och hans hustru Adelheid av Löwenstein-Wertheim-Rosenberg. Hennes far hade blivit avsatt från Portugals tron 1834, och familjen levde som gäster hos Österrike-Ungerns regerande dynasti Habsburg. Hon var först påtänkt som brud åt Österrikes tronföljare Rudolf, men planerna övergavs eftersom Rudolf inte tyckte om henne. 

### Storhertiginna av Luxemburg
Hon gifte sig med Luxemburgs protestantiske tronarvinge Vilhelm den 21 juni 1893 på Schloss Fischhorn i Zell am See. Enligt avtalet skulle parets barn fostras i hennes katolska religion, eftersom merparten av Luxemburgs innevånare var katoliker. Maria Anna blev storhertiginna då Vilhelm besteg tronen 1905. 
Paret fick endast döttrar, vilket ledde till att Wilhelm 1907 lät införa kvinnlig tronföljd. När Vilhelm 1908 drabbades av en allvarlig sjukdom som gjorde honom oförmögen att regera, blev Maria Anna regent i hans ställe. När dottern Marie-Adélaïde av Luxemburg tillträdde vid faderns död 1912 var hon fortfarande minderårig, och Maria Anna fortsatte därför som regent fram till dotterns myndighetsdag samma år.  

### Senare liv
Maria Anna lämnade landet med sin familj under andra världskriget 1940 och reste till USA, där hon senare avled.

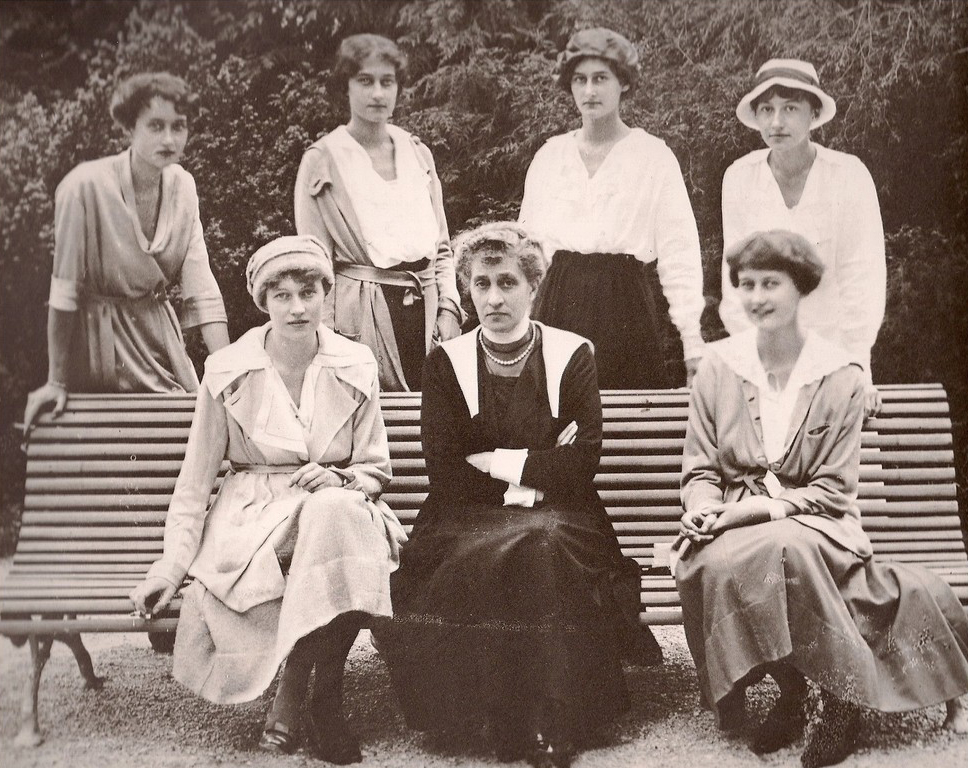
Maria Anna av Portugal med sina döttrar 1920